# Novo Santo Antônio (kommun i Brasilien, Piauí)
Novo Santo Antônio är en kommun i Brasilien.   Den ligger i delstaten Piauí, i den östra delen av landet, 1 300 km nordost om huvudstaden Brasília. Antalet invånare är 3 260.
Omgivningarna runt Novo Santo Antônio är huvudsakligen savann. Runt Novo Santo Antônio är det mycket glesbefolkat, med 5 invånare per kvadratkilometer.